# Nazionalismo turco

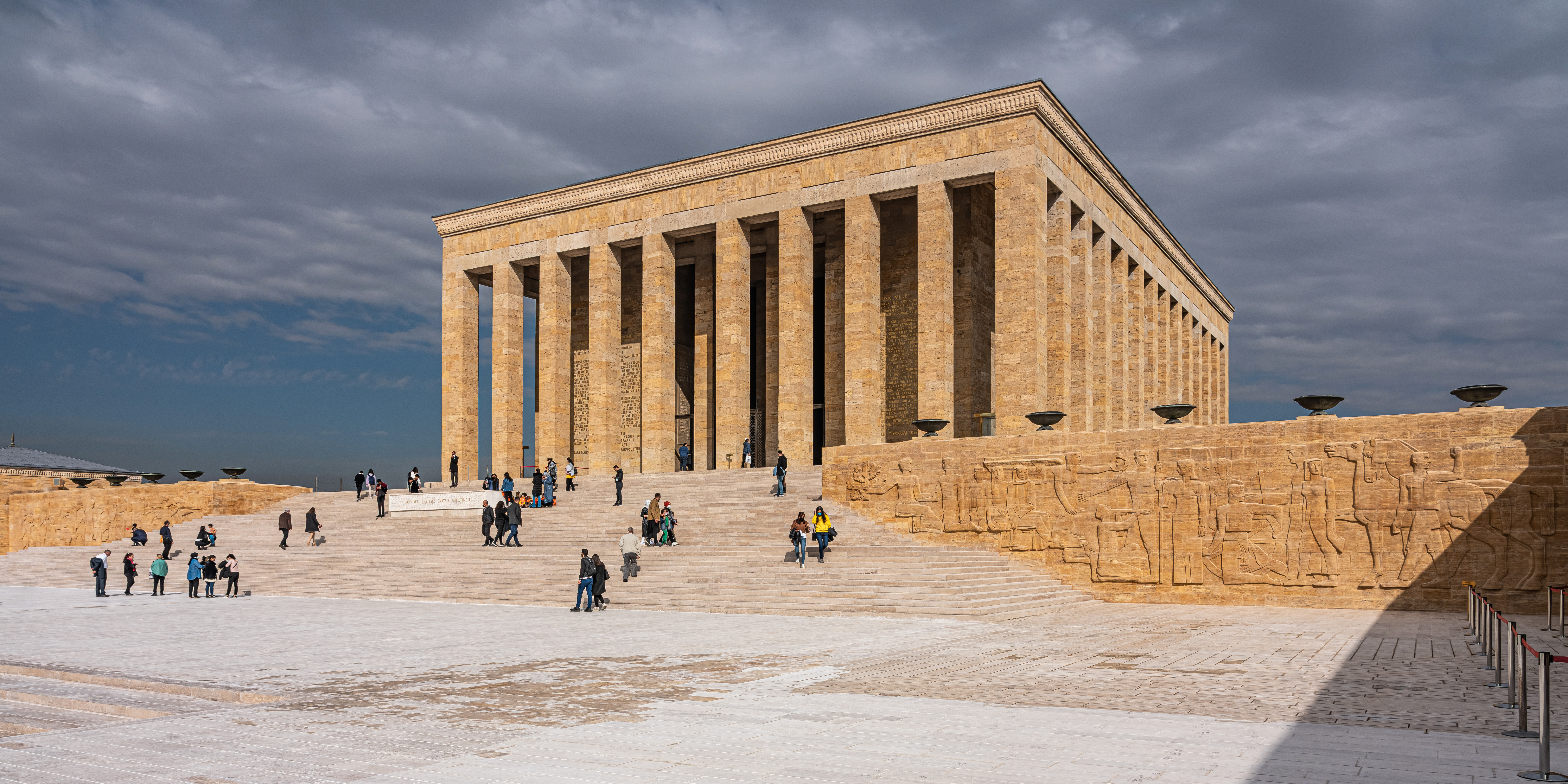
Anıtkabir ad Ankara, il mausoleo di Mustafa Kemal Atatürk, comandante della guerra d'indipendenza turca e fondatore della Repubblica di Turchia.

Il nazionalismo turco è un'ideologia politica che promuove e glorifica il popolo turco come gruppo nazionale, etnico o linguistico.

## Storia

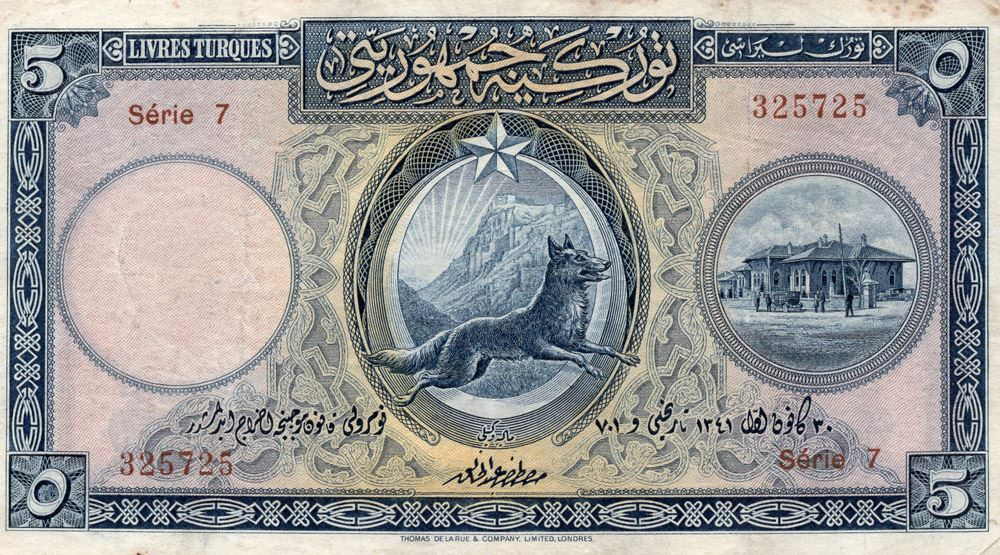
Una banconota da 5 lire dell'era Atatürk in Turchia. Il lupo grigio è un simbolo del nazionalismo turco, oltre che del panturchismo.

Dopo la caduta dell'Impero ottomano, Mustafa Kemal Atatürk salì al potere e introdusse una riforma della lingua con l'obiettivo di "ripulire" la lingua turca dall'influenza straniera. Promosse anche la teoria della lingua del Sole nei circoli politici ed educativi turchi dal 1935. Anche ricercatori turchi dell'epoca come Hüseyin Cahit Yalçın e Rıfat Osman Bey avevano l'idea che i primi Sumeri fossero proto-turchi.

## Varianti

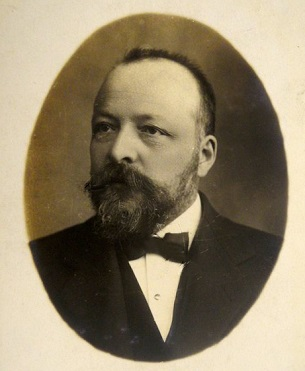
Emin Yurdakul Mehmed, scrittore e politico nazionalista turco, i suoi scritti e poesie ebbero un impatto importante sulla definizione del termine vatan (Patria)

Namık Kemal è stata una delle figure di spicco nella creazione di un'identità nazionale

Le ideologie associate al nazionalismo turco includono il panturchismo o il turanismo (una forma di essenzialismo etnico o razziale o misticismo nazionale), il neo-ottomanesimo (con ambizioni imperiali derivanti dall'era ottomana), l'anatolianismo (che considera la nazione turca come un'entità separata che si è sviluppata dopo la conquista selgiuchide dell'Anatolia nell'XI secolo) e il kemalismo nazionalista laico e civico.

### Kemalismo
Attuata da Atatürk, l'ideologia fondatrice della Repubblica di Turchia è caratterizzata dal nazionalismo (in turco milliyetçilik) come uno dei suoi sei pilastri fondamentali.
La rivoluzione kemalista mirava a creare uno stato-nazione dai resti dell'Impero ottomano multireligioso e multietnico. Il nazionalismo kemalista ha origine dalle teorie del contratto sociale, in particolare dai principi sostenuti da Jean-Jacques Rousseau e dal suo "Il contratto sociale". La percezione kemalista del contratto sociale è stata effettuata mediante la dissoluzione dell'Impero ottomano che è stata percepita come un prodotto del fallimento del sistema ottomano del millet e l'inefficace politica dell'ottomanismo. Il nazionalismo kemalista, dopo aver vissuto la caduta dell'Impero ottomano, definì il contratto sociale come il suo "ideale più alto". Combina laicità, sciovinismo e il culto della personalità di Atatürk.
Negli anni 1930 il kemalismo divenne un'ideologia di stato onnicomprensiva basata sui suoi detti e scritti. La definizione kemalista di nazionalità è stata integrata nell'articolo 66 della Costituzione della Repubblica di Turchia. Legalmente, ogni cittadino è definito turco, indipendentemente dall'etnia o dalla religione. La legge sulla cittadinanza turca stabilisce che colui o colei può essere privato/a della sua nazionalità solo attraverso un atto di tradimento.
Il nazionalismo kemalista crede nel principio che lo Stato turco è un tutto indivisibile comprendente il suo territorio e il suo popolo, definito come "unità dello Stato".

### Panturchismo
Il nazionalismo "turanista" iniziò con la Società turaniana fondata nel 1839, seguita nel 1908 con la Società turca, che in seguito divenne il Focolare turco e alla fine si espanse includendo le ideologie come quelle panturaniche e panturchiste. La Rivoluzione dei Giovani Turchi che rovesciò il sultano Abdul Hamid II, portò al potere i nazionalisti turchi nell'Impero ottomano, portando infine al controllo del defunto governo ottomano da parte dei Tre pascià.

### Anatolianismo
L'Anatolianismo (in turco Anadoluculuk) prende come punto di partenza che la principale fonte della cultura turca dovrebbe essere l'Anatolia (Anadolu). La base principale di questo pensiero è che il popolo turco aveva costruito una nuova civiltà in Anatolia dopo il 1071 quando vinse nella battaglia di Manzicerta.
All'inizio dell'era repubblicana, alcuni intellettuali come Hilmi Ziya Ülken, Mehmet Râif Ogan e Nurettin Topçu proposero che le origini del nazionalismo turco dovessero essere cercate in Anatolia, non in "Tūrān".
Hilmi Ziya Ülken, uno dei fondatori dell'anatolianismo, era contrario al neo-ottomanesimo e al panislamismo, così come al turanismo. Nel 1919, Ülken scrisse un libro intitolato Anadolunun Bugünki Vazifeleri (Doveri attuali dell'Anatolia), ma non fu pubblicato. Ülken e colleghi pubblicarono il periodico Anadolu e lavorarono per formare una filosofia alternativa all'ottomanismo, all'islamismo e al turanismo.

### Ideologia di Stato dal 1980

Il Partito del Movimento Nazionalista è un partito di estrema destra nella Grande Assemblea Nazionale Turca

Dopo il colpo di Stato in Turchia del 1980, la dittatura militare ha fatto del panturchismo l'ideologia ufficiale dello Stato.

### Nazionalismo turco-cipriota
Il nazionalismo turco-cipriota sottolinea il sostegno all'indipendenza della Repubblica turca di Cipro del Nord (TRNC) e desidera che la TRNC rimanga indipendente dalla Turchia mentre si oppone all'idea di una Cipro unita con la Repubblica di Cipro dominata dalla Grecia.

### Neonazismo e neofascismo
Un gruppo neonazista è esistito nel 1969 a Smirne, quando un gruppo di ex membri di un partito precursore del Partito del Movimento Nazionalista fondò l'associazione "Nasyonal Aktivitede Zinde İnkişaf" (Sviluppo vigoroso nell'attività nazionale). Il gruppo manteneva due unità di combattimento i cui membri indossavano le uniformi delle SA e usavano il saluto di Hitler. Uno dei leader (Gündüz Kapancıoğlu) fu riammesso nel Partito del movimento nazionalista nel 1975.
Oggi In Turchia, a eccezione dei neofascisti Lupi Grigi e degli ultranazionalisti del Partito del Movimento Nazionalista, ci sono alcune organizzazioni neonaziste come il Partito turco Nazi o il Partito Nazionalsocialista della Turchia che si basano principalmente su Internet.

## Le leggi sull'"insulto Turchicità"

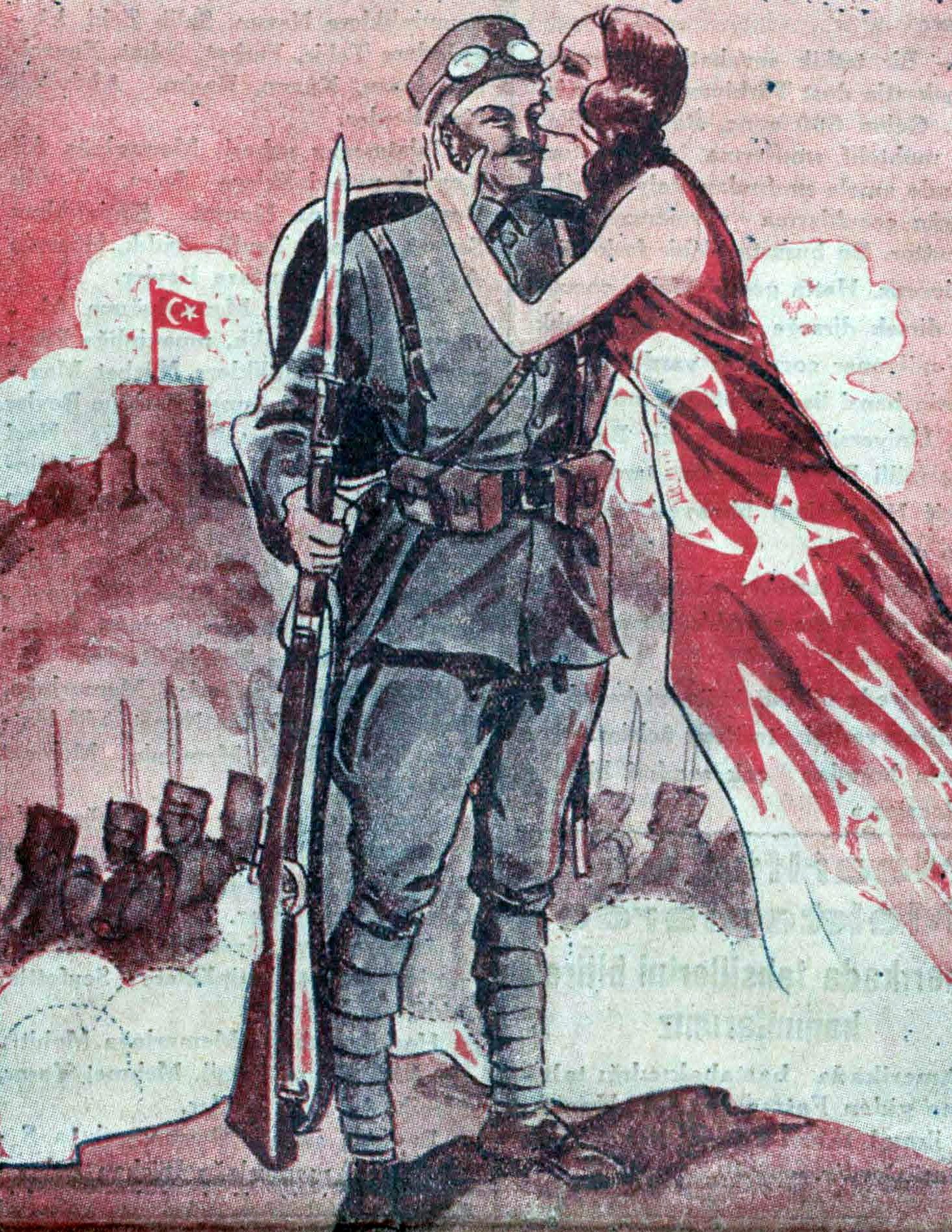
Personificazione nazionalistica della liberazione di Smirne del 1922

L'articolo 301 del codice penale turco, che è percepito come contrario alla nozione di libertà di parola, afferma: "La persona che denigra pubblicamente la nazione turca, la Repubblica di Turchia, la Grande Assemblea Nazionale della Turchia, il governo della Repubblica di Turchia e gli organi giudiziari dello Stato saranno puniti con la reclusione da sei mesi a due anni. Ma può anche essere applicato solamente con il permesso del ministro della giustizia" Tuttavia, si afferma anche che "le espressioni di pensiero intese a criticare non costituiscono un crimine."
Ci sono state indicazioni che la Turchia possa abrogare o modificare l'articolo 301, dopo l'imbarazzo subito da alcuni casi di alto profilo. I nazionalisti all'interno del sistema giudiziario, intenti a far deragliare la piena adesione della Turchia all'Unione europea, hanno utilizzato l'articolo 301 per avviare processi contro alcune personalità come il romanziere turco vincitore del premio Nobel Orhan Pamuk, il romanziere turco Elif Şafak e il compianto Hrant Dink per aver riconosciuto l'esistenza del genocidio armeno.
Nel maggio 2007 è stata adottata una legge che consente alla Turchia di bloccare i siti web ritenuti offensivi per Atatürk.